# The Socialist Woman (revista)
The Socialist Woman (1907–1914) fue una revista mensual editada por la periodista y escritora estadounidense Josephine Conger-Kaneko. Su objetivo era educar a las mujeres sobre el socialismo discutiendo los problemas que las incumbían a ellas desde un punto de vista socialista. Se cambió su nombre en 1909 por The Progressive Woman, y nuevamente en 1913 por The Coming Nation.[cita requerida]

## Historia
Conger fundó The Socialist Woman cuándo  vivía en Chicago, casa de la oficina nacional del Partido Socialista de América. Cuando publicó el primer número en junio de 1907, sólo tenía 26 suscriptores. En ese momento, solo unas 2.000 mujeres pertenecían al Partido Socialista, dominado por los hombres, y los líderes del partido hicieron pocos esfuerzos para darles la bienvenida a las mujeres o abordar sus preocupaciones. Conger creía que las mujeres eran esenciales para el éxito del movimiento socialista, y se propuso educar a las mujeres sobre el socialismo mediante la creación de una revista que atrajera a un público femenino:
«The Socialist Woman existe con el único propósito de poner a las mujeres en contacto con la idea socialista. Tenemos la intención de hacer de este documento un foro para la discusión de los problemas más cercanos a la vida de las mujeres, desde el punto de vista socialista».
Tanto Conger como su esposo, Kiichi Kaneko, eran feministas que apoyaban el Movimiento de Sufragio Femenino, y la revista reflejaba sus puntos de vista. Conger escribió editoriales, poesía y artículos de noticias sobre el socialismo y los derechos de las mujeres. Antes de su muerte en 1909, Kaneko coeditó la revista y contribuyó con ensayos sobre cuestiones de mujeres en todo el mundo. Muchos activistas y escritores contribuyeron a la revista, la activista del Partido Socialista Kate Richards O'Hare, la sufragista Alice Stone Blackwell, el líder sindical Eugene V. Debs, la poeta y periodista Ella Wheeler Wilcox y otros destacados escritores y activistas. La revista no recibió fondos del Partido Socialista y complementó sus tarifas de suscripción al publicar anuncios de libros, publicaciones periódicas, tratados anticatólicos, tónicos para el cabello, medicamentos patentados y similares.[cita requerida]
Conger quería llegar a la audiencia más amplia posible y con frecuencia publicaba artículos de sufragistas, fueran o no socialistas. Sin embargo, rara vez se mencionaban la igualdad racial o los problemas como linchamientos, y los contribuyentes solían mostrar abiertamente su racismo cotidiano que era común entre los blancos estadounidenses en ese momento.[cita requerida]
En 1908, Conger y su esposo se mudaron a Girard, Kansas. The Appeal to Reason, un periódico socialista para el que había editado una columna para mujeres, tenía su sede en esa ciudad y su editorial aceptó producir The Socialist Woman de forma gratuita. El traslado a Girard liberó a Conger que pudo centrar más su atención en la edición de la revista, y durante el año siguiente realizó varios cambios de diseño para atraer nuevos lectores. Ella comenzó a publicar historias de ficción, así como noticias, y publicó números especiales dedicados a los maestros, el movimiento por la Templanza y el trabajo infantil.[cita requerida]

### The Progressive Woman
Con la esperanza de llegar a nuevos lectores, Conger cambió el nombre de la revista por The Progressive Woman en marzo de 1909. El cambio tuvo el resultado deseado, y en 1910 la revista tenía entre 12.000 y 15.000 suscriptores. Los números especiales vendieron hasta 18.000 copias. En 1910, publicó un controvertido número sobre la "esclavitud blanca" (prostitución forzada) y casi perdió sus privilegios de correo. Cuando el Appeal to Reason se reorganizó en 1911, tuvo que buscar un editor en otra parte. Regresó a Chicago, donde llegó a un acuerdo con el Comité Nacional de Mujeres (WNC, por sus siglas en inglés) por el cual brindaría un apoyo financiero limitado para la revista.

### The Coming Nation
En octubre de 1913, Conger cambió el nombre de la revista The Coming Nation, afirmando que ya no era necesario dirigirse a un público específicamente femenino. Otra revista con el mismo nombre había desaparecido ya en ese momento. Sin embargo, la revista fue víctima de luchas internas políticas dentro de la WNC, y su último número fue publicado en julio de 1914.[cita requerida]

## Contribuyentes destacados
- Ruby Archer
- J. Mahlon Barnes
- Alice Stone Blackwell
- James F. Carey
- Ida Crouch-Hazlett
- Eugene V. Debs
- Floyd Dell
- Charles Fremont Dight
- Abigail Scott Duniway
- Charlotte Perkins Gilman
- George D. Herron
- Gertrude Breslau Hunt
- Robert Hunter
- Robert G. Ingersoll
- George Ross Kirkpatrick
- Alexandra Kollontai
- Walter Lanfersiek
- Lena Morrow Lewis
- Anna A. Maley
- Theresa Malkiel
- Mila Tupper Maynard
- Octave Mirbeau
- Dora Montefiore
- Caroline Nelson
- Pauline M. Newman
- Kate Richards O'Hare
- Peter Rosegger
- Charles Edward Russell
- Bernard Shaw
- May Wood Simons
- Upton Sinclair
- Langdon Smith
- Rose Pastor Stokes
- M. Carey Thomas
- Luella Twining
- Lester F. Ward
- Fred D. Warren
- J. A. Wayland
- Ella Wheeler Wilcox
- Clara Zetkin

## Galería de imágenes

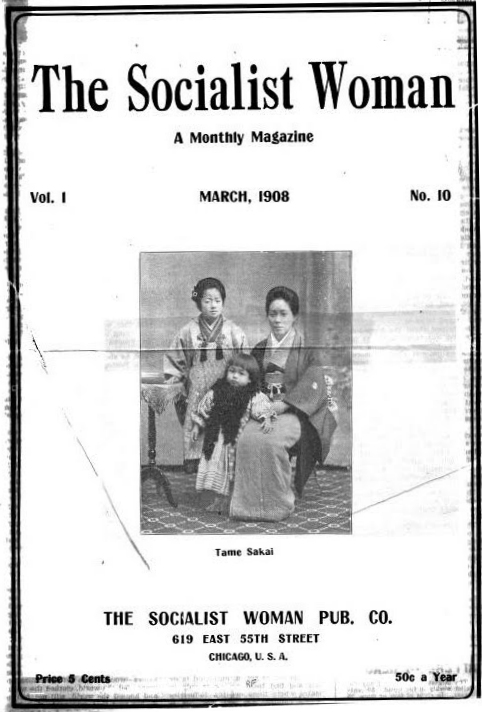
Portada de The Socialist Woman. Marzo de 1908, mostrando a la familia Toshihiko Sakai.
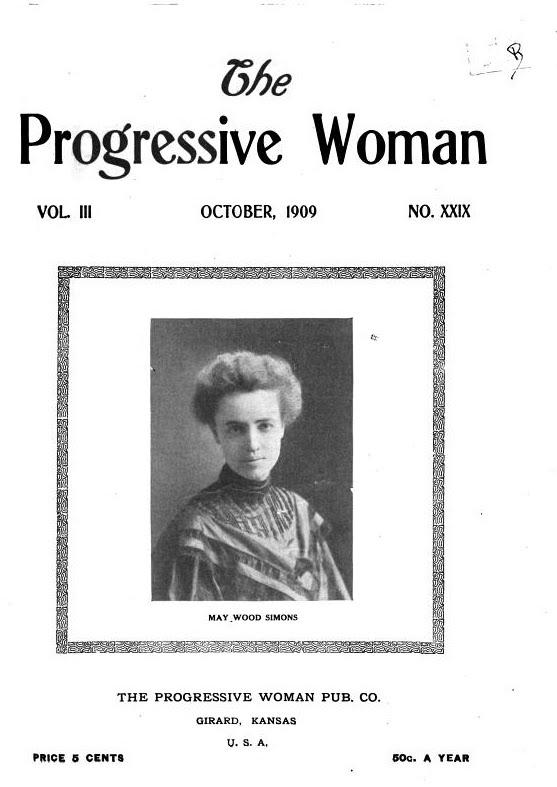
Portada de The Progressive Woman. Octubre de 1909, mostrando a May Wood Simons.
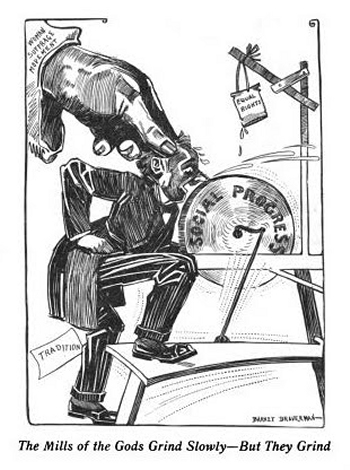
Ilustración en The Progressive Woman. Marzo de 1912.
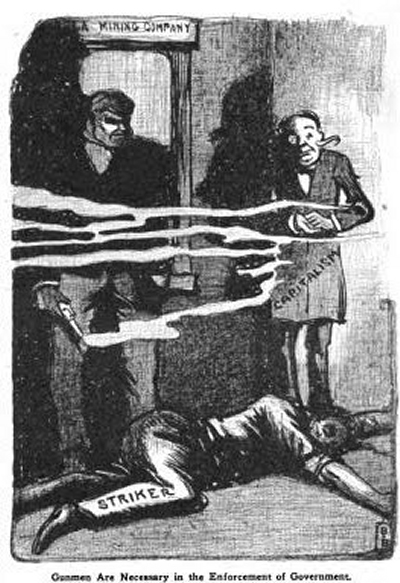
Ilustración en The Coming Nation. Diciembre de 1913.